# メロディ (高井麻巳子の曲)
「メロディ」は、高井麻巳子の楽曲で、2枚目のシングル。1986年9月21日にキャニオン・レコードから発売。

## 収録曲
- 両曲とも作詞:沢ちひろ　編曲:清水信之

## 7インチ・レコード

### SIDE A
1. メロディ
作曲:明日香

### SIDE B
1. 時のつげごと
作曲:八田雅弘

## シングルカセット

### SIDE A
1. メロディ（歌入り）
2. メロディ（カラオケ）

### SIDE B
- 時のつげごと（歌入り）
- 時のつげごと（カラオケ）

## 収録アルバム
オリジナル
- 『いとぐち』 (#1,2)
  - #2はアルバムバージョン。

ベスト
- 『MYこれ!クション 高井麻巳子BEST』 (#1,2)
- 『高井麻巳子 SINGLESコンプリート』 (#1,2)
- 『スーパーベスト』 (#1)
- 『家宝』 (#1)
- 『おニャン子クラブ A面コレクション Vol.2』 (#1)
- 『おニャン子クラブ B面コレクション Vol.2』 (#2)